# Burg Jaslowez
Die Burg Jaslowez (ukrainisch Замок у Язловці/Samok u Jaslowzi, ukrainisch Язловецький замок/Jaslowez'kyj samok) war eine polnische Höhenburg in Spornlage in Jazłowiec. Ihre Überreste befinden sich heute im Rajon Tschortkiw im Westen der Ukraine.

## Allgemeines
Die Burg aus dem 14. Jahrhundert wurde durch Umbauten bis ins 17. Jahrhundert ständig vergrößert. Unterhalb der Burg wurde im 17. Jahrhundert ein Palast hinzugefügt.
Die Burg gehörte mit dem Ort Jaslovez von 1676 bis 1684 zum Osmanischen Reich.
Die polnischen Besitzer der Burg waren:
- Dietrich (Teodoryk) Jazlowiecki
- Georg Jazlowiecki
- Stanisław Koniecpolski
- Stanisław Poniatowski[1]
- Stanislaus II. August Poniatowski